# A.F.C. Portchester
A.F.C. Portchester là một câu lạc bộ bóng đá có trụ sở tại Portchester, một vùng ngoại ô của thị trấn Fareham, Hampshire, Anh. Đội hiện đang là thành viên của Wessex League Premier Division và thi đấu tại Wicor Recreation Ground.

## Lịch sử

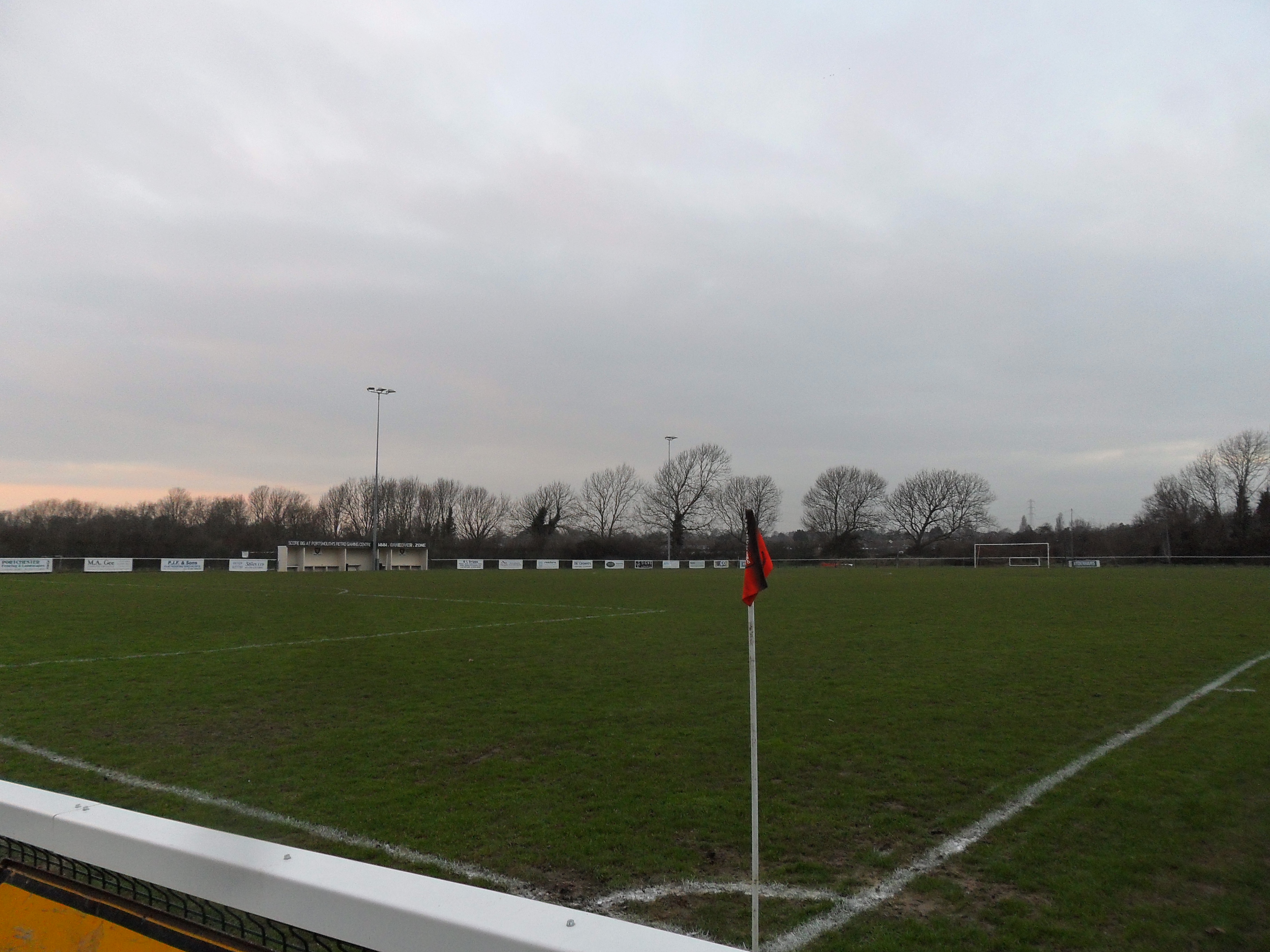
Wicor Recreation Ground năm 2018

Câu lạc bộ được thành lập vào năm 1971 với tên gọi Loyds Sports. Họ tham gia Division Six của City of Portsmouth Sunday League. Sau khi hợp nhất với Colourvision Rangers vào năm 1973, họ giành được một suất trong Division Two. Năm 1976 câu lạc bộ trở thành Wicor Mill, sau đó tham gia Portsmouth & District League.  Câu lạc bộ đã về nhì tại Portsmouth & District League trong mùa giải 1997-98 và được thăng hạng lên Division Three của  Hampshire League; năm sau họ sử dụng tên hiện tại của mình. Division Three cũng được đổi tên thàn Division Two, và câu lạc bộ đã về nhì trong mùa giải 1999-2000, được thăng hạng lên Division One.
Portchester vô địch Division One mùa giải 2001-02,nhưng đã không thể thăng hạng lên Wessex League vì thiếu dàn đèn. Tuy nhiên, vào năm 2004, họ đã trở thành thành viên sáng lập của hạng Division Three mới của Wessex League khi Hampshire League sáp nhập vào nó. Division Three được đổi tên thành Division Two vào năm 2006, và câu lạc bộ được thăng hạng lên Division One sau khi đứng thứ 4 trong mùa giải 2006-07. Mùa giải 2011-12, đội là Á quân của Division One, được thăng hạng lên Premier Division. Mùa giải 2014-15, đội giành chức vô địch League Cup của Wessex League.

## Danh hiệu
- Wessex League
  - Vô địch League Cup 2014-15
- Hampshire League
  - Vô địch Division One 2001-02
- Russell Cotes Cup
  - Vô địch 2013-14, 2016-17[3]

## Kỉ lục
- Thành tích tốt nhất tại Cúp FA: Vòng loại thứ hai, 2013-14, 2015-16, 2016-17, 2017-18[6]
- Thành tích tốt nhất tại FA Vase: Vòng Ba, 2013-14, 2014-15[6]